# Guerrero Ninja Americano
Guerrero Ninja Americano (título original en inglés: American Ninja Warrior) es una competencia de entretenimiento deportivo, spin-off de la serie de televisión japonesa Sasuke, en la que los competidores tratan de completar un recorrido de obstáculos de dificultad creciente llamadas «etapas». La serie comenzó el 12 de diciembre de 2009, en Los Ángeles, con los 10 mejores competidores pasando a competir en el «Monte Midoriyama» en Japón. A partir de la cuarta temporada, los competidores comenzaron a viajar a Las Vegas Strip para competir en un lugar casi idéntico al «Monte Midoriyama».
Durante la séptima temporada, por primera vez en la historia de Guerrero Ninja Americano, un competidor logró la «victoria total». Dos competidores completaron la etapa tres, y por lo tanto, ambos tuvieron que competir en la cuarta etapa. Tanto Isaac Caldiero y Geoff Britten habían completado la etapa final, sin embargo, Caldiero tenía el tiempo más rápido, lo que lo convirtió en el primer concursante en ganar los US$1 000 000 y el título oficial de «Primer Guerrero Ninja Americano», así como su compañero quien completó todo el circuito antes de él. Hasta el momento solo 4 atletas lograron la victoria total: Isaac Caldiero (2015), Drew Drechsel (2019), Daniel Gil (2020) y Vance Walker (2023).
El canal G4 emitió el programa hasta 2013, y NBC lo hace desde 2012. Desde 2020, el canal en español Telemundo también emite el programa.

## Historia
Guerrero Ninja Americano logró ser más exitoso que American Ninja Challenge, otro programa de televisión similar que también fue transmitido por el canal G4, y sirvió como la ruta de clasificación para que los estadounidenses pudieran ingresar a Sasuke. A partir de la cuarta temporada en 2012, los finalistas regionales y competidores comodín comenzaron a competir en una pista de obstáculos casi idéntica al Monte Midoriyama, que se encuentra ubicada en Las Vegas, en lugar de viajar a Japón para competir en Sasuke.
Guerrero Ninja Americano fue organizado originalmente por G4, la celebridad estadounidense Blair Herter y el actor y ex corresponsal de televisión Alison Haislip. En la segunda temporada, el actor, comediante y presentador de televisión estadounidense Matt Iseman se unió a la serie, substituyendo al anterior anfitrión, Blair Herter. Además, Jimmy Smith fue traído como un coanfitrión, mientras que Alison Haislip fue promovido a reportero de campo. El panel se mantuvo así a lo largo de la tercera temporada. Para la cuarta temporada, el esquiador Jonny Moseley fue incorporado como un nuevo coanfitrión, en sustitución de Jimmy Smith. Además, la periodista y comentarista deportivo Angela Sun reemplazó al exreportero de campo, Alison Haislip. Para la quinta temporada, se añadieron dos recién llegados, el analista deportivo y exjugador de fútbol americano de la NFL Akbar Gbaja-Biamila remplazando al coanfitrión de la cuarta temporada, Jonny Moseley, y la comentarista deportiva de ESPN y modelo Jenn Brown reemplazando a Angela Sun como reportera de campo.
El panel de la quinta temporada siguió siendo el mismo a través de la sexta temporada. Para la séptima temporada la reportera de CBS Sports Kristine Leahy se unió al espectáculo como la nueva reportera de campo y coanfitriona, en sustitución de Jenn Brown. El panel actual está compuesto por Matt Iseman, Akbar Gbaja-Biamila, y Kristine Leahy. quien continua como reportera de campo en las temporadas 8, 9 y 10, hasta que a partir de la temporada 11, la actriz y personalidad de internet, Zuri Hall se unió como la nueva reportera de campo, en sustitución de Kristine Leahy.
Para 2020, la duodécima temporada fue filmada en un solo lugar, en este caso, en el estadio "The Dome at America's Center", en St. Louis (Misuri). Esto fue para respetar los protocolos de emergencia sanitaria dados por el gobierno, debido a la pandemia de COVID-19. A partir de 2021, se cambiaría el formato. Las clasificaciones se llevarán en un solo lugar, en este caso, en cualquier región por dentro, mientras que las semifinales se llevarán en otro lugar separado, en este caso, en Los Ángeles, California. Finalmente, las finales nacionales de vuelta en Las Vegas, Nevada.

### Línea de tiempo
| Temporada | Año  | Anfitrión    | Coanfitrión         | Reportero de campo |
| --------- | ---- | ------------ | ------------------- | ------------------ |
| 1         | 2009 | Blair Herter | Alison Haislip      | Ninguno            |
| 2         | 2010 | Matt Iseman  | Jimmy Smith         | Alison Haislip     |
| 3         | 2011 | Matt Iseman  | Jimmy Smith         | Alison Haislip     |
| 4         | 2012 | Matt Iseman  | Jonny Moseley       | Angela Sun         |
| 5         | 2013 | Matt Iseman  | Akbar Gbaja-Biamila | Jenn Brown         |
| 6         | 2014 | Matt Iseman  | Akbar Gbaja-Biamila | Jenn Brown         |
| 7         | 2015 | Matt Iseman  | Akbar Gbaja-Biamila | Kristine Leahy     |
| 8         | 2016 | Matt Iseman  | Akbar Gbaja-Biamila | Kristine Leahy     |
| 9         | 2017 | Matt Iseman  | Akbar Gbaja-Biamila | Kristine Leahy     |
| 10        | 2018 | Matt Iseman  | Akbar Gbaja-Biamila | Kristine Leahy     |
| 11        | 2019 | Matt Iseman  | Akbar Gbaja-Biamila | Zuri Hall          |
| 12        | 2020 | Matt Iseman  | Akbar Gbaja-Biamila | Zuri Hall          |
| 13        | 2021 | Matt Iseman  | Akbar Gbaja-Biamila | Zuri Hall          |
| 14        | 2022 | Matt Iseman  | Akbar Gbaja-Biamila | Zuri Hall          |
| 15        | 2023 | Matt Iseman  | Akbar Gbaja-Biamila | Zuri Hall          |

† No existía ningún reportero de campo en la primera temporada.

## Proceso de selección
Los potenciales concursantes pasan por una rigurosa serie de pruebas antes de tener la posibilidad de convertirse en el próximo Guerrero Ninja Americano. Más de 3500 atletas han tratado de conquistar el Monte Midoriyama y convertirse en un Guerrero Ninja Americano desde que la serie comenzó en 2009.

### Elección de concursantes
Hay muchos requisitos que los posibles concursantes tienen que cumplir antes de participar en una ronda de clasificación regional. Los participantes deben ser residentes legales de Estados Unidos, y en buena forma física. No hay límite de edad, sin embargo, los participantes deben tener al menos 21 años de edad. Los solicitantes deben ser capaces de participar en una ronda de clasificación regional, y si logran clasificarse deben estar preparados para participar en la final de las Vegas. Los concursantes tienen que rellenar un cuestionario de 20 páginas y hacer un video sobre ellos mismos. La longitud necesaria del vídeo ha variado en los últimos años. En vídeos de temporadas pasadas era obligatorio que durarán entre 5 y 8 minutos, pero luego se redujo a 2–3 minutos en la séptima y octava temporada. Los productores seleccionan a 100 solicitantes de cada región para participar en sus eliminatorias regionales. También son seleccionados otros 20 solicitantes en calidad de «complementarios» que han esperado hasta semanas para ser seleccionados por los productores y poder así conseguir la oportunidad de participar en el concurso. Más de 3000 personas se postularon para competir en la sexta temporada.

### Cambios con respecto al formato deSasuke
La primera y segunda temporada de Guerrero Ninja Americano tenían algunas diferencias notables con respecto a la versión japonesa (Sasuke). Ellas son:
- Etapa 1: los competidores de la versión estadounidense compiten entre sí por los 30 mejores tiempos para avanzar a la etapa 2, mientras que en Japón los competidores deben completar la pista en un límite de tiempo designado. En consecuencia, la versión estadounidense establece un número predecible y fijo de 30 competidores que avanzan a la etapa 2, mientras que en la versión japonesa, el número de competidores calificados técnicamente podría oscilar en cualquier número de entre 0 a 100, por lo que el resultado es altamente impredecible. Se ha dicho que no hay límite oficial de competidores para la etapa 1, mientras que en Japón solo 100 competidores pueden participar en la etapa 1.
- Etapa 2: en la versión estadounidense, es una versión ampliada de la etapa 1 (una repetición de la etapa 1 con algunos obstáculos adicionales al final), mientras que en Japón las etapas 1 y 2 son totalmente diferentes. Una vez más, en la versión estadounidense, de todos los competidores que participan en la etapa, solo 15 competidores con los mejores tiempos avanzan a la etapa 3, mientras que en Japón los competidores están compitiendo contra un límite de tiempo rígido.
- Etapa 3: en esta etapa los competidores tienen que completar 4 obstáculos diferentes combinados con el tiempo más bajo. Solo los 10 competidores con los tiempos más bajos ganaban un viaje y la oportunidad de competir en el Monte Midoriyama en Japón. Por lo tanto no existía una «etapa final» en la versión estadounidense.
- Resultados: En lugar de enviar a los 0 y 100 competidores que hubieran logrado la victoria total, solo se enviaba a los 10 mejores competidores de ANW (American Ninja Warrior) para competir en el Monte Midoriyama en Japón, con las restricciones del concurso original.

### Monte Midoriyama
El Monte Midoriyama es la competencia final de Guerrero Ninja Americano. Se compone de cuatro etapas, cada uno con varios obstáculos. Los competidores deben completar todos los 23 obstáculos. En caso de completar las tres primeras etapas, los competidores avanzarán a la etapa 4, donde intentaran subir el Monte Midoriyama de 8 pisos. En 30 segundos o menos, los competidores deben ascender con éxito la escalada con cuerda de 26 metros de altura.

#### Etapa 1
La etapa 1 se compone de obstáculos que ponen a prueba la agilidad y velocidad de los competidores. En la primera etapa se mide el tiempo y solo los competidores que la completen dentro del límite de tiempo que es de 02:05 minutos y sin caer en el agua avanzarán a la etapa 2.

#### Etapa 2
La etapa 2 consiste en obstáculos que ponen a prueba la fuerza y velocidad de los competidores . Ellos deben completar los desafíos que ponen a prueba la fuerza en el tren superior del cuerpo (como la «Escalera Salmón») sin estar fuera de tiempo. Al igual que en la primera etapa, solo los competidores que la terminen dentro del límite de tiempo que es de 01:45 minutos y sin caer en el agua avanzan a la etapa 3.

#### Etapa 3
La etapa 3 se compone de obstáculos que ponen a prueba el cuerpo y la fuerza de agarre superior de los competidores . Es la única etapa en el Monte Midoriyama que no tiene límite de tiempo. Al igual que la etapa 1 y 2, solo los competidores que completen la etapa 3 y sin caer al agua se mueven a la etapa final.

#### Etapa 4
La etapa 4 del Monte Midoriyama es una subida de cuerda de 26 metros que los competidores deben completar en menos de 30 segundos.

## Listado de temporadas

### Primera temporada (2009)
La primera temporada de Guerrero Ninja Americano se llevó a cabo en Los Ángeles, donde cientos de competidores llegaron a ponerse a prueba en la pista de obstáculos para así calificar y poder obtener una oportunidad de competir en Sasuke 23 en Japón a finales de ese año. El especial se estrenó el 12 de diciembre de 2009 en el canal G4 y fue organizada por G4, Blair Herter y Alison Haislip.
Los competidores notables de esta temporada incluyen a los freerunners Levi Meeuwenberg y Brian Orosco, el luchador de artes marciales mixtas Jason Mayhem Miller, y el doble de riesgo de Hollywood Rich Rey.
De los 10 estadounidenses que calificaron para competir en el Monte Midoriyama en Japón, solo Rich Rey, Levi Meeuwenberg y Brian Orosco habían completado con éxito la etapa 1. La mayoría de los competidores de Guerrero Ninja Americano se quedaron sin tiempo o no lograron superar los obstáculos. Levi Meeuwenberg fue el único competidor estadounidense que logró completar la etapa 2 y avanzar a la etapa 3, pero una caída en el «Shin-Cliffhanger» hizo que su carrera llegará a su fin.

### Segunda temporada (2010)
La segunda temporada se estrenó el 8 de diciembre de 2010 en G4 y concluyó el 2 de enero de 2011. Inicio en Venice Beach donde 300 competidores participaron en la competencia. Los 15 semifinalistas pasaron al Ninja Warrior Boot Camp en las remotas montañas de California, donde compitieron en una serie de desafíos de equipo. En el final de temporada de American Ninja Warrior 2  la final se trasladó y formó parte de Sasuke 26 en el Monte Midoriyama en Japón. Ningún competidor llegó más allá de la etapa 3. Esta temporada fue nuevamente conducida por Matt Iseman y Jimmy Smith, con Alison Haislip como reportero de campo.

### Tercera temporada (2011)
La tercera temporada comenzó a transmitirse el 31 de julio de 2011 en G4 y concluyó el 22 de agosto de 2011 con una emisión especial de dos horas en horario estelar a través de NBC. Las pruebas tuvieron lugar en mayo de 2011 en Venice Beach. Después de las pruebas, los 15 mejores competidores compitieron en Ninja Warrior Boot Camp, de los cuales solo los 10 mejores pasaron a competir en Japón para la fase final de la competición como parte de Sasuke 27 y así tener la oportunidad de convertirse en el primer estadounidense en conquistar el concurso y ganar un contrato de patrocinio de US$500 000 con K-Swiss. No hubo competidores que llegaran más allá de la etapa 3.

### Cuarta temporada (2012)
La cuarta temporada de Guerrero Ninja Americano comenzó a transmitirse el 20 de mayo de 2012 en G4 y NBC. Había seis competiciones regionales celebradas en tres lugares: Venice Beach (suroeste y noroeste), Dallas (oeste y sur), y Miami (noreste y sureste) que determinaban los 100 competidores que participarían en las rondas de clasificación. El ganador de esta temporada recibiría US$500 000 y el codiciado título de Guerrero Ninja Americano. La final de temporada, celebrada en Las Vegas, fue la primera vez en que la etapa final del Monte Midoriyama se llevó a cabo en suelo estadounidense. Los vídeos de presentación para la cuarta temporada de Guerrero Ninja Americano se habían recopilado desde el 25 de enero de 2012. El formato en su totalidad también fue cambiado. Las eliminatorias regionales se llevaron a cabo en diferentes partes del país desde donde eran trasmitidos y se recreó el Monte Midoriyama en Las Vegas, para así poder realizar la final nacional. La fase de clasificación regional redujo su número de clasificados a solo los 30 primeros concursantes que hayan terminado su carrera de clasificación en el tiempo más rápido, así como los concursantes que hayan ido más lejos y más rápido. Los obstáculos que debían ser superados para poder clasificar incluían a los obstáculos comunes de la etapa 1, tales como los «Pasos Quíntuples» y el «Muro Combado», pero esto variaba y cambiaba de ciudad en ciudad. El número de 30 concursantes se redujo por la mitad en las finales regionales que incluían los obstáculos comunes de la etapa 2 y la etapa 3 (al cual fueron incorporados nuevos obstáculos, tales como la «Escalera Salmón» y la «Escalada Extrema»). Los 90 concursantes que clasificaron (incluidos los comodines) ganaron un viaje a Las Vegas, en donde desafiarían al Monte Midoriyama.
Esta temporada fue nuevamente conducida por Matt Iseman, con un nuevo anfitrión, el esquiador Jonny Moseley, y la recién allegada Angela Sun como reportera de campo.

### Quinta temporada (2013)
La quinta temporada de Guerrero Ninja Americano se estrenó el 30 de junio de 2013 en G4 con posteriores transmisiones a través de la cadena NBC y G4.
Las competiciones regionales se realizaron en Venice Beach, Baltimore, Miami y Denver. Las pruebas para la temporada comenzaron en febrero de 2013 y concluyeron con las rondas regionales que tuvieron lugar en mayo de ese año. La final se llevó a cabo una vez más en Las Vegas.
La temporada fue nuevamente conducida por Matt Iseman, mientras que dos recién llegados se unían al panel; Akbar Gbaja-Biamila como coanfitrión y Jenn Brown como reportera de campo.
Nadie fue capaz de completar la etapa 3, pero Brian Arnold cayó en el último obstáculo, la Barra Voladora, convirtiéndose en el concursante estadounidense que más lejos había llegado en el Monte Midoriyama desde que Kane Kosugi llegó a la etapa final en Sasuke 8.
Al término de la temporada, se confirmó un especial llamado "USA vs Japan", el cual trataba de que los atletas de Sasuke, programa original de Japón, vendrían a Estados Unidos a competir en el Monte Midoriyama en Las Vegas. Desde la Etapa Uno hasta la Etapa Tres, hubo hasta 5 encuentros en cada etapa, con 2 atletas cada uno, y el atleta que lo complete más rápido o llegue más lejos, se lleva 1 punto, si es en la etapa 1; 2, si es en la etapa 2; y 3 si es en la etapa 3, para su equipo. En la ronda final, Kanno Hitoshi cayó en el Últimate Cliffhanger, pero Paul Kasemir cayó más lejos en la barra voladora, llevándose los últimos tres puntos para Estados Unidos, alcanzando la victoria.

### Sexta temporada (2014)
La sexta temporada de Guerrero Ninja Americano se estrenó el 25 de mayo de 2014 en NBC, con los posteriores espectáculos transmitiéndose los lunes a las 9:00 p. m. ET por NBC y los martes a las 8:00 p. m. ET por Esquire Network.
Los concursos regionales se realizaron en Venice Beach, Dallas, St. Louis, Miami y Denver. El final de temporada se llevó nuevamente a cabo en Las Vegas, el hogar permanente de la versión estadounidense del Monte Midoriyama. Esta temporada fue animada por los comentaristas Matt Iseman y Akbar Gbaja-Biamila, con Jenn Brown como la reportera de campo. Los competidores notables de esta temporada incluyen a The Biggest Loser, el entrenador personal Kim Lyons, los gimnastas olímpicos de Estados Unidos Jonathan Horton y Terin Humphrey, entre otros. La competidora Kacy Catanzaro se convirtió en la primera mujer en que lograr superar el Warped Wall en la etapa clasificatoria de Dallas. Más tarde, en la final de Dallas, se convirtió en la primera mujer en completar la etapa final en 8 minutos y 59 segundos.
Para el episodio final, solo 18 han podido clasificar a la etapa 2, pero de ellos, solo Elet Hall y Joe Moravsky pudieron llegar hasta la etapa 3. Pero, una vez más ninguno de los dos logró la victoria total, pero Moravsky fue el tercer competidor en completar el "Últimate Cliffhanger", después de Brian Arnold (2013), y Brent Steffensen (2012).

### Séptima temporada (2015)
La séptima temporada de Guerrero Ninja Americano se estrenó el 25 de mayo de 2015 por NBC. Los anfitriones Matt Iseman y Akbar Gbaja-Biamila volvieron a sus respectivos puestos, mientras que la recién llegada Kristine Leahy se unía como reportera de campo, en sustitución de Jenn Brown. Además, el gran premio de esta temporada aumentó de US$500 000 a US$1 000 000. La temporada concluyó el 14 de septiembre de 2015, con una victoria total: Geoff Britten fue el primero en llegar y superar la etapa 4, sin embargo, Isaac Caldiero logró completar el ascenso con cuerda de la etapa 4 en un tiempo más rápido y fue galardonado con el gran premio de US$1 000 000 y el título de «Primer Guerrero Ninja Americano».
Esta temporada también se destacó por un nuevo especial llamado "All Stars", donde aquellos atletas estrellas como Isaac Caldiero, Kacy Catanzaro, Drew Drechsel, entre otros, se enfrentaban a múltiples obstáculos, pero elevados al siguiente nivel. El especial se dividió en dos eventos: La competencia de equipos, donde los atletas se enfrentan entre sí por dos equipos (Tres a partir de la octava temporada), seleccionados por Matt, Akbar y Kristine, y el que logre más puntos gana, dependiendo de la etapa; y también la competencia de habilidad, donde atletas destacados se enfrentan a diversos obstáculos, cada vez más complicados, aquellos como el Mega Wall, Super Salmon Ladder y el Supersonic Shelf Crab.

### Octava temporada (2016)
Guerrero Ninja Americano se ha renovado para una octava temporada consecutiva que se estrenó en 2016. El productor ejecutivo Kent Weed ha declarado que se añadieron nuevos obstáculos y que también hubo algunos cambios en el concurso.
La temporada 8 de American Ninja Warrior comenzó el 1 de junio de 2016, en la NBC, con episodios bis que se emitieron al día siguiente en Esquire Network. Las competiciones regionales se celebraron en Los Ángeles, Atlanta, Indianápolis, Oklahoma City, y Filadelfia, con 28 nuevos obstáculos. Más del 40 por ciento más de mujeres se registraron para la temporada 8 en comparación con la temporada anterior. Además, el premio en metálico para los posibles ganadores de la Etapa 4 ahora se dividió por igual entre los competidores que completan la subida de la cuerda en menos de 30 segundos. 
En las finales de la ciudad de Filadelfia, ningún competidor completó el curso de las finales, una primera vez sin finalistas en la historia del Guerrero Ninja Americano. En la Etapa 1 de las Finales Nacionales, muchos veteranos de la serie como Geoff Britten y Brent Steffensen fueron eliminados temprano, mientras que Jessie Graff se convirtió en la primera mujer en completar la Etapa 1, llegando de quinta. Tyler Yamauchi se convirtió en la persona más corta para completar el obstáculo de Spider saltando en 5'1 (1mt 55cms) "Solo 17 competidores completaron exitosamente la Etapa 1, la más baja en la historia de ANW. En la Etapa 2, todos los atletas fueron eliminados excepto Drew Drechsel y Daniel Gil. Drechsel y Gil no pudieron completar el recorrido, Gil cayó en el Ultimate Cliffhanger, mientras que Drechsel fue más lejos, pero cayó en el Hang Climb. Contrariamente a los múltiples ganadores de la temporada 7, ningún competidor de la temporada 8 fue capaz de Completar la Etapa 3.
En esta temporada, el especial "All Stars" cambió en torno a competencia de equipos. Matt y Akbar seleccionan a sus tres atletas para cada bando, mientras que ahora Kristine los enfrenta con su equipo, llevando ahora tres equipos a la competencia. El evento era una carrera de relevos, donde los tres atletas tenían que completar su parte de cada Etapa (Etapa 1, Etapa 2 y Etapa 3) en un menor tiempo posible. El equipo que haya completado la etapa 1 en un menor tiempo, avanzaba directamente a la etapa 3, mientras que los dos equipos se enfrentaban en la etapa 2.

### Novena temporada (2017)
La temporada 9 de American Ninja Warrior se programó para comenzar el 12 de junio de 2017, en NBC. El estreno fue precedido con un episodio especial, "Celebrity Ninja Warrior" el 25 de mayo de 2017, el Día de la Nariz Roja de los Estados Unidos, que será seguido por un especial "USA vs. the World" el 4 de junio.
Un récord de 41 competidores completaron con éxito la Etapa 1 durante las Finales Nacionales, incluidos David Campbell, Ryan Stratis, Drew Drechsel y Allyssa Beird, quien se convirtió en la segunda mujer en completarla. La etapa 2 vio a todos los competidores eliminar menos a Joe Moravsky, Sean Bryan y Najee Richardson. Sin embargo, ninguno pasaría a completar la Etapa 3. Bryan y Richardson cayeron en el Ultimate Cliffhanger, mientras que Moravsky cayó sobre el penúltimo obstáculo y se convirtió en el Último Ninja en pie.

### Décima temporada (2018)
La décima temporada de serie de competición deportiva American Ninja Warrior estrenada el 30 de mayo de 2018 por NBC. Los anfitriones Matt Iseman y Akbar Gbaja-Biamila vuelven para su octava y sexta temporada, respectivamente, junto a la periodista desde el terreno Kristine Leahy que regresa para su cuarta temporada. Antes de la temporada de estreno, NBC emitió dos episodios especiales. El 17 de mayo de 2018, se emitió un especial de All Stars de dos horas, mientras que el 24 de mayo de 2018, la segunda edición anual de Celebrity Ninja Warrior: Red Nose Day donde celebridades destacados recaudan dinero para la caridad, bajo cortesía de Comcast.
Los cambios en esta temporada incluyen la introducción del "Mega Muro" de 18 pies de altura (5,4 m). Se encuentra junto al original muro inclinado de 14'6" (4,4 m), el cual los competidores deben elegir cuál subir. Los que eligen el "Mega Muro" tienen sólo un intento de llegar a la cima, y si tiene éxito, va a ganar $ 10.000. Si no tiene éxito, el competidor no hará más que un intento en el muro regular. Aquellos que no desean intentar la "Mega Muro" tiene tres oportunidades para llegar a la parte superior del muro regular. El "Mega Muro" solamente se presentará en la fase de clasificación de la ciudad. Además, el límite de edad se redujo de 21 a 19 años a partir de esta temporada. Además, el "Último Ninja en Pie", es decir, el competidor que va más lejos en las Finales Nacionales, si nadie se completa la etapa 4, ahora recibirá $ 100.000. Drew Drechsel y Sean Bryan, los dos competidores que llegaron a la Etapa 3 de las Finales Nacionales, cayeron durante sus carreras. Sin embargo, Drechsel cayó más rápido que Bryan, coronándose como el Último Ninja en pie. Como resultado de un cambio de formato introducido esta temporada, Drechsel también fue el primer "Último Ninja en Pie" en ganar $ 100,000, por ser el competidor que llegó más lejos en la menor cantidad de tiempo en esta etapa de las Finales Nacionales, pero que no completó la Etapa 4.

### Undécima temporada (2019)
La undécima temporada, inició su estreno el 29 de mayo de 2019 y finalizó el 16 de septiembre de 2019. Los conductores del programa Matt Iseman y Akbar Gbajabiamila regresan, mientras que Zuri Hall se les unió como reportera de campo, reemplazando a Kristine Leahy. Las competencias de clasificación y finales de la ciudad se llevaron a cabo en Universal City, Atlanta, Oklahoma City, Baltimore, Cincinnati y Tacoma, lo que marcó la primera vez que se realizó un curso en el noroeste del Pacífico. Entraron en vigor nuevas reglas con respecto al obstáculo "Mega Wall", que se introdujo en la temporada anterior. A los competidores se les dio tres oportunidades de superar la barrera, pero el dinero del premio disminuyó después de cada intento, comenzando en $ 10,000, luego disminuyendo a $ 5,000 y finalmente $ 2,500. Esta temporada también introdujo el Power Tower, donde los dos primeros clasificados de cada ciudad en la clasificación competirían en una estructura de metal gigante para ganar el "Pase de Velocidad", que les garantizaba un lugar en las Finales Nacionales. En las finales locales, se modificó el Power Tower, y los dos primeros clasificados competirían por el "Pase de seguridad", lo que les permitió volver a correr el recorrido en una de las dos primeras etapas (Etapa 1 o Etapa 2) si fallan.
Por primera vez, en dos ciudades, ningún competidor terminó con éxito la pista entera, las cuales fueron: "Tacoma" y "Baltimore", respectivamente. Sin embargo, los 13 mejores competidores, al igual que las 2 mejores competidoras con los tiempos más rápidos, avanzaban.
Un récord de 21 atletas completaron la Etapa 2, y tanto Drew Drechsel como Daniel Gil completaron la Etapa 3 de las Finales Nacionales. Daniel Gil no pudo completar la escalada a la cuerda en la Etapa 4 en el límite de tiempo de 30 segundos, pero Drew Drechsel pudo escalarla en 27.46, convirtiéndose en el segundo campeón de "American Ninja Warrior", y recibiendo US$1 000 000, 4 años después de que Isaac Caldiero se coronara campeón en el 2015.
Sin embargo, como el gran premio completo, que se ofrece como seguro de indemnización por premios, no se había pagado en el momento del arresto de Dreschel por abuso sexual infantil, incluida la pornografía infantil, cuando Dreschel fue arrestado en agosto de 2020, los productores descalificaron a Dreschel días antes de que se estrenara la duodécima temporada. Como los crímenes ocurrieron entre 2014 y 2019, tendría que renunciar a sus ganancias de premios de ese período de tiempo. Dreschel se declaró culpable en agosto de 2023 y fue sentenciado a diez años y un mes de prisión el 26 de junio de 2024. Daniel Gil fue declarado posteriormente ganador del premio al último hombre en pie de US$100 000 tras la condena y sentencia de Dreschel.

### Duodécima Temporada (2020)
El 22 de enero de 2020, la serie se renovó por una duodécima temporada, que se estrenó el 7 de septiembre de 2020. Las ciudades calificadas originalmente incluían regresos a Los Ángeles y St. Louis con una nueva ubicación, Washington D. C., con las Finales Nacionales inicialmente establecidas. que se celebrará de nuevo en Las Vegas. La producción de la temporada se pospuso debido a la Pandemia de COVID-19, y el rodaje se interrumpió en medio de la producción del programa, justo un día antes de que comenzara. El 12 de agosto de 2020, se anunció que la temporada se estrenaría el 7 de septiembre del 2020. La temporada, que consta de ocho episodios, se filmó en el estadio "The Dome at America's Center" en St. Louis, Misuri; ANW fue la primera serie de NBC en completar una temporada completa de episodios durante la pandemia actual.
Para esta edición, ha habido grandes cambios, a diferencia de las temporadas anteriores, volviendo otra vez con el Mega Wall y el Power Tower, y los cincuenta atletas más populares de temporadas anteriores regresaron con otros dos ninjas de su elección, como sus compañeros de entrenamiento ninja o alguien con quien tienen una conexión especial. Los doce mejores competidores pasaron a las semifinales después de cada episodio de clasificación, así como las tres mejores mujeres. En esta temporada, el jugador que ganó el Power Tower podría llevar a los novatos elegidos con él a las semifinales, incluso si los novatos no habían llegado a los doce primeros finalistas (o las tres primeras mujeres). Con el formato del torneo eliminatorio, también se cambiaron los cursos de semifinales, los cuales, a diferencia de las temporadas pasadas, un competidor que completó el recorrido no avanzaría automáticamente; tendrían que estar entre los 12 primeros o haber llegado al Mega Wall. Un concursante, Nick Hanson, no pasó a las semifinales debido al rastreo de contactos de COVID a pesar de haber llegado al Mega Wall.
Debido al cambio de formato a un torneo eliminatorio y un formato de equipo en lugar del formato tradicional de Sasuke, el premio del ganador se redujo a solo $100,000, y no hay un premio de "Último hombre en pie" para la temporada.
Para las finales, ha habido solamente dos noches, y solamente 8 ninjas se mantuvieron en pie, por lo cual para determinar al campeón, se dio el "Power Tower Playoff Bracket", como un torneo de eliminación directa. Austin Gray y Daniel Gil lograron completar la torre en la final, sin embargo, Daniel Gil, al hacerlo en menor tiempo posible, ganó la competencia y llevándose los $100,000, coronándose el campeón de la temporada.  Fue la segunda victoria consecutiva de Gil en el torneo, y su segundo premio consecutivo de US$100 000 después de que se iniciara la investigación sobre la conducta criminal de Dreschel durante la transmisión de esta temporada.
Esta temporada también se destacó por un nuevo especial de "American Ninja Warrior: Women's Championship", una competencia para las atletas femeninas, quienes se enfrentan a dos recorridos difíciles, en cuanto a su nivel. La competencia se dividió en tres rondas, basadas en los obstáculos de la temporada regular, mientras que la ronda final era el Power Tower, como un torneo de eliminación directa. Meagan Martin y Jesse Labreck habían quedado como las dos finalistas, sin embargo Meagan Martin logró completar la torre en menor tiempo posible, coronándose la campeona del torneo y llevándose los $50,000.

### Decimotercera temporada (2021)
En noviembre del 2020, se anunció que la serie se había renovado para una decimotercera temporada, la cual fue estrenada el 31 de mayo del 2021. La temporada constó de 12 episodios, y fue conducida, como la temporada anterior, por Matt Iseman, Akbar Gbajabiamila y Zuri Hall. Las similitudes entre esta temporada y la anterior, incluyen el hecho de que la filmación se llevó a cabo en lugares limitados y no hubo público durante la grabación. La serie también fue una temporada completa, a diferencia de la temporada abreviada de 8 episodios vista en 2020 debido a la pandemia de COVID-19. El casting para esta temporada comenzó en noviembre y diciembre del 2020, y el rodaje se llevó a cabo a partir de marzo del 2021, íntegramente en Tacoma, Washington y en Los Ángeles, California, y las finales nacionales se filmaron de vuelta en Las Vegas, tras 1 año. Los premios se vuelven a restaurar con respecto a las temporadas normales, donde el ganador se lleva US$1 000 000, y el "Último ninja en pie", US$100 000.
Por primera vez en la historia, ocurre un cambio en cuanto a edad, ya que, debido a que el requisito de edad para la temporada se ha reducido de 19 a 15 años, los competidores entre 14 y 15 años que habían competido en "American Ninja Warrior Junior" (un spin-off de ANW), pasarán a esta edición. Los competidores también incluyeron equipos "familiares" de tres, con al menos un adolescente de 15 a 19 años y cada miembro compitiendo en dos obstáculos.
La temporada introdujo la "Decisión dividida", donde los ninjas pueden elegir uno de los dos obstáculos para el tercer obstáculo en los cursos de calificación y el noveno obstáculo en los cursos de semifinales. En las finales nacionales, la decisión dividida se produjo en el octavo y último obstáculo de la primera etapa.
La temporada terminó el 13 de septiembre del 2021, con un momento asombroso en el final. Nadie fue capaz de completar la etapa 2, a excepción de 4 ninjas: Vance Walker, Kyle Soderman, Austin Gray y Kaden Lebsack, los cuales ascendieron a la Etapa 3. Sin embargo, solo Kaden Lebsack, de 15 años, logró completar la Etapa 3, pero no pudo completar la Etapa 4, debido a falta de tiempo en la subida. De igual modo, recibió a cambio US$100 000, por ser el "Último Ninja en pie".

### Decimocuarta temporada (2022)
A finales de 2021, se anunció la renovación a una decimocuarta temporada, la cual se estrenó el 6 de junio del 2022 en NBC. Al igual que la temporada pasada, constó de 12 episodios, y fue conducida por Matt Iseman, Akbar Gbajabiamila y Zuri Hall. El rodaje de la temporada es idéntica, ya que contó con menos ciudades visitadas y redujo la mayor parte de la audiencia durante la grabación en vivo debido a la pandemia de COVID-19. El casting para esta temporada se publicó el 6 de febrero de 2022, y la filmación se llevó a cabo a partir del 20 de marzo de 2022 y el 17 de mayo de 2022, íntegramente en las ciudades de San Antonio, Texas; con las semifinales de vuelta en Los Ángeles, California; y las finales nacionales de vuelta en Las Vegas. Contrariamente, el requisito oficial de edad es de 19 años, aunque los concursantes de 15 a 19 años fueron invitados como "invitados especiales".
Al igual que la temporada pasada, la "Decisión Dividida" ocurrió en el tercer obstáculo de las Clasificatorias, en el noveno obstáculo de las Semifinales,  y en el obstáculo final de la Etapa 1.
Durante las semifinales, muchos veteranos como Lance Pekus, Tiana Webberley, Adam Rayl y Jesse Labreck cayeron temprano, mientras que otros como Flip Rodríguez avanzaron tras 1 año, y al igual que la temporada pasada, solo los dos mejores competidores irían al Power Tower para competir por el "Pase de Seguridad", que implicaría un intento más en las etapas 1 o 2 en Las Vegas si fallan. Aparte, algunos de los atletas (como Joe Moravsky y Najee Richardson), tuvieron que retirarse de la competencia, debido a protocolos de salud y seguridad, por los cuales, los que terminaron en puesto 16 (como James Sannella y Jackson Erdos, respectivamente), serían su reemplazo en Las Vegas.
Durante las finales nacionales, varios atletas populares como Sean Bryan, Vance Walker y Austin Gray (estos dos últimos, quienes llegaron a la Etapa 3 la temporada anterior), fueron eliminados temprano, mientras que en la etapa 2, 11 atletas avanzaron exitosamente, incluido Flip Rodriguez, quien avanzó a la Etapa 3 por primera vez en su carrera.
Por primera vez en la historia, más de 2 atletas completaron exitosamente la etapa 3 (en este caso, un récord de 5 atletas). Y en este caso, para la etapa 4, Josh Levin, R.J. Roman, Josiah Pippel, Jay Lewis y Kaden Lebsack quedaban; sin embargo, ninguno de ellos pudo completar la subida de cuerda en el límite de tiempo de 30 segundos. Del tal modo, se implementó una nueva regla que si todos terminaron fuera del límite de tiempo, deberían continuar la subida para determinar quien haya subido en el menor tiempo posible, sería coronado como el "Último Ninja en Pie", y ganaría US$100 000. En este caso, Kaden Lebsack, de 16 años, subió más rápido que los demás (en 36.77 segundos), y fue declarado como el "Último Ninja en Pie" por segundo año consecutivo, llevándose los US$100 000.
Una semana después, se anunció un especial donde las familias de los atletas (compuestas por 3 integrantes cada una), compiten entre ellas en circuitos de clasificación (es decir, 6 obstáculos). El evento era una carrera de relevos, donde solo las 4 familias con los mayores puntajes avanzarían a los Playoffs, en el Power Tower, como un torneo de eliminación directa. Las familias Beckstrand y Auer quedaron como las dos finalistas, sin embargo en el último instante, Josh Auer logró terminar en un menor tiempo que Kai Beckstrand, lo cual permitió que la familia Auer, alcanzara la victoria.

### Decimoquinta temporada (2023)
A inicios de 2023, se anunció la renovación a una decimoquinta temporada, la cual se estrenó el 5 de junio del 2023. La temporada que consistió de 14 episodios, fue conducida nuevamente por Matt Iseman, Akbar Gbajabiamila y Zuri Hall. A diferencia de las temporadas pasadas, tanto la fase de clasificación como las semifinales se filmaron en Los Ángeles, California, con las finales nacionales de vuelta en Las Vegas, Nevada.
Para esta edición han ocurrido grandes cambios con respecto a las semifinales y las finales nacionales. Ahora en vez de 10 obstáculos, los competidores ahora correrán frente a frente por 6 obstáculos hasta el botón. Los puestos y las carreras se determinaron en función de la clasificación general de los competidores en las eliminatorias y el método de clasificación: el mejor semifinalista se enfrentó al ganador de la segunda vuelta con el puesto más bajo, y así sucesivamente. Además, las competidoras tenían sus propias carreras, separadas de los competidores masculinos. Los ganadores de cada carrera avanzan a las finales nacionales y los dos mejores competidores que perdieron sus carreras avanzan como comodines, como David Campbell y Nate Hansen.
Con respecto a las finales nacionales, las primeras dos etapas fueron alteradas también. La Etapa 1 introdujo una tabla de clasificación en la que los 24 mejores competidores, independientemente de si completaron o no, avanzaran a la Etapa 2. Sin embargo, todos los que superaron la Etapa Uno avanzarían directamente a la Etapa Dos. Si el número de finalistas fuera un número impar superior a 24, se incluiría un competidor adicional como comodín en la Etapa 2.
La Etapa 2 consistió en una serie de carreras frente a frente con el mismo sistema de clasificación de las semifinales. Al igual que en las semifinales, todos los que ganaran su carrera avanzarían a la Etapa 3, pero los cuatro no ganadores más rápidos competirían en la segunda vuelta para determinar los lugares para los no ganadores. Esto garantizó un total de 14 competidores en la Etapa 3.
Un récord de 8 atletas completaron exitosamente la Etapa 3, y para los cuales: Ethan Bartnicki, Vance Walker, Daniel Gil, Nacssa Garemore, Hans Hertz, Noah Meunier, Caleb Bergstrom y R.J. Roman quedaban, los cuales avanzaron directamente a la Etapa 4. Ahí, Daniel Gil fue el primero en completar la subida en el límite de tiempo indicado, sin embargo, Vance Walker logró completar el ascenso con cuerda de la etapa 4 en un tiempo más rápido y fue galardonado con el gran premio de US$1 000 000, convirtiéndose en el tercer campeón de Guerrero Ninja Americano.

## Premios y nominaciones
| Año  | Premio              | Nominado                 | Categoría                          | Resultado | Ref.   |
| ---- | ------------------- | ------------------------ | ---------------------------------- | --------- | ------ |
| 2025 | Kids' Choice Awards | Guerrero Ninja Americano | Programa de telerrealidad favorito | Nominado  | [ 21 ] |